# Jason Gibbs
Jason Gibbs (sinh năm 1960) là một nhà soạn nhạc, nghệ sĩ trình tấu kèn basson, tiến sĩ âm nhạc người Mỹ. Ông được biết đến và được coi là người có những khảo cứu và tư liệu đầy đủ nhất về nhạc Việt Nam từ thời tiền chiến cho tới nay. Hiện tại, Jason Gibbs làm công tác thư viện ở Thư viện Công cộng San Francisco, California, Hoa Kỳ, chuyên về âm nhạc. Jason Gibbs từng là nhà soạn nhạc, sáng tác khoảng hơn 50 tác phẩm thính phòng và giao hưởng, là nghệ sĩ trình tấu chơi nhạc điện tử trong ban nhạc rock Apes of God và tham gia một số ban nhạc rock, jazz và nhạc ngẫu tác.

## Tiểu sử
Jason Gibbs sinh tại tiểu bang Tennessee. Ông học nhạc từ lúc 8 tuổi, lớn lên và đi học phổ thông ở tiểu bang Virginia trong thời kỳ chiến tranh Việt Nam. Vào đại học, ông học âm nhạc, chuyên ngành sáng tác ở trường Đại học William & Mary. Sau khi tốt nghiệp, Gibbs học tiếp về sáng tác và âm nhạc dân tộc rồi lấy học vị tiến sĩ về lý thuyết âm nhạc và sáng tác tại Đại học Pittsburgh. Vào năm 1985, khi đang ăn món canh chua và gà kho sả ớt trong một nhà hàng Việt Nam tại thành phố Pittsburgh, Jason Gibbs được nghe những bài hát mà những người Việt ở hải ngoại rất thích. Ông mua một vài đĩa nhạc về nhà nghe và bắt đầu yêu thích âm nhạc Việt Nam. Jason Gibbs nhờ một người phụ nữ Việt Nam dạy tiếng Việt cho mình và học thêm tiếng Việt trong cộng đồng người Việt ở Mỹ, chuyên tâm nghiên cứu âm nhạc Việt Nam.
Năm 1993, Jason Gibbs đến Việt Nam lần đầu tiên. Kể từ đó hầu như năm nào ông cũng đến Việt Nam để khảo cứu về ca khúc Việt Nam và ảnh hưởng của phương Tây trong nhạc Việt. Trong bước khởi sự nghiên cứu âm nhạc Việt, Gibbs đã bỏ ra sáu tháng trong năm 1995 đến nhiều địa phương từ miền Nam tới miền Bắc, tìm tòi các nguồn tài liệu, gặp gỡ những nhạc sĩ lớn tuổi có sáng tác nhạc từ những năm 1930 đến năm 1940, thời kỳ nhạc cải cách và nhạc tiền chiến. Sau đó, Gibbs còn gặp gỡ hoặc liên lạc với nhiều người trong giới âm nhạc am hiểu dòng nhạc này ở Hoa Kỳ, Canada, Pháp, Úc... Không bám vào những biến cố, những sự kiện lớn của thời kỳ hiện đại, nhưng từ góc nhìn này, Jason Gibbs đã khám phá ra những yếu tố bền vững sau nhiều thăng trầm, những tiếp nối ngầm ẩn dưới bề mặt gián đoạn của văn hóa Việt Nam được phản ánh qua đời sống của những ca khúc, những thể loại nhạc và những gương mặt nhạc sĩ. Để tạo sức sống cho các công trình nghiên cứu của mình, Gibbs tổ chức nhiều buổi thuyết trình về truyền thống và cải cách trong âm nhạc Việt Nam trước năm 1945, về âm nhạc của các nhạc sĩ Nguyễn Xuân Khoát và Dương Thiệu Tước. Đến nay, ông có nhiều bài viết và thuyết trình tại các hội thảo nhạc dân tộc quốc tế cũng như ấn hành trên những tạp chí văn hóa cả bằng tiếng Anh lẫn tiếng Việt. Ở Hội nghị quốc tế nghiên cứu về nhạc phổ thông (International association for the study of popular music, 2005), Gibbs đã trình bày chuyên đề "Vai trò đặc biệt của nhịp điệu Boléro trong âm nhạc Việt Nam".
Trong chính thời gian lang thang ở Việt Nam nghiên cứu âm nhạc, Jason Gibbs đã gặp và lập gia đình với một phụ nữ Việt. Năm 2008, cuốn sách "Rock Hà Nội và Rumba Cửu Long – Câu chuyện âm nhạc Việt Nam" của Gibbs được nhà xuất bản Tri Thức in, dịch giả Nguyễn Trương Quý, đã gây được nhiều chú ý trong giới âm nhạc Việt Nam. Gần 20 năm hoạt động âm nhạc, Gibbs đã có trong tay một bộ sưu tập phong phú: 33 tác phẩm âm nhạc cho bộ hơi, tiểu phẩm cho piano và concerto cho violon và dàn nhạc, 42 buổi trình diễn kèn bassoon, 21 tác phẩm ghi âm - phát hành và hơn 20 bài viết, bài thuyết trình khảo cứu âm nhạc.

## Sách
- Rock Hà Nội và Rumba Cửu Long – Câu chuyện âm nhạc Việt Nam, dịch giả Nguyễn Trương Quý, Nhà xuất bản Tri Thức 2008.

## Liên kết
- taybui.blogspot.com - Blog của Jason Gibbs.